# Kanniyakumari (distrikt)
Kanniyakumari är ett distrikt i Indien.   Det ligger i delstaten Tamil Nadu, i den södra delen av landet, 2 300 km söder om huvudstaden New Delhi. Antalet invånare är 1 870 374.
Följande samhällen finns i Kanniyakumari:
- Nagercoil
- Colachel
- Kuzhithurai
- Kanniyākumāri
- Padmanābhapuram
- Boothapandi
- Arumanai
- Suchindram
- Manavalakurichi
- Eraniel